# Préjano
Préjano é um município da Espanha 
na província e comunidade autónoma de La Rioja, de área 42,40 km² com população de 229 habitantes (2007) e densidade populacional de 4,62 hab/km².

## Demografia
| Variação demográfica do município entre 1991 e 2004 | Variação demográfica do município entre 1991 e 2004 | Variação demográfica do município entre 1991 e 2004 | Variação demográfica do município entre 1991 e 2004 |
| --------------------------------------------------- | --------------------------------------------------- | --------------------------------------------------- | --------------------------------------------------- |
| 1991                                                | 1996                                                | 2001                                                | 2004                                                |
| 220                                                 | 222                                                 | 205                                                 | 196                                                 |